# Karaguni
Karaguni (gr. Karagunides; Kαραγκούνηδες) /Po crnim kabanicama kakve su nosili balkanski Vlasi nazivani su ponekad i Crnogunjcima ili Crnovuncima/, jedna od vlaških skupina s Epira koji svoje ime dobivaju po nošnji od crnog sukna (crnoj kabanici), po kojima se razlikuju od Faršeriota.  Grci u Akarnaniji nazivaju imenom Karagunides one Vlahe koji žive u Manjani, a srodniji su Faršeriotima (Fărşiroţi) nego Karagunima, dok sami Karaguni tim terminom nazivaju Grke iz sjeverne Tesalije koji su bili jako izmješani s Aromunima.
Karaguni se ne smiju brkati s Karavlasima, Romima porijeklom iz Rumunjske (Transilvanija), koji su govorili rumunjski (Weigand, u "Rumänen und Aromunen in Bosnien") a danas žive u Bosni (Gornja Maoča ili selo Karavlasi) i Srbiji.